# 樽谷恵三
樽谷 恵三（たるや けいぞう、1930年 - 2015年7月6日）は、広島県出身のサッカー選手、サッカー指導者。現役時代のポジションはフォワード(FW)。

## 来歴
長沼健、木村現は、広島高等師範附属小学校（現広島大学附属小学校）からのチームメイト。広島高等師範附属中学(現広島大学附属高校)、樽谷はセンターフォワードとして、右インナーFW長沼、右ウイングFW木村との超強力布陣で全国中等学校選手権(現・全国高等学校サッカー選手権大会)の戦後初優勝に貢献。3人のスピードは、当時の中学生レベルでは止められなかったと言われ、4試合で計21得点をたたき出した。決勝戦7-1のスコアは、戦後最多得点、及び大会最多得点差記録として現在も残っている。翌年国体も制覇。
この3人を含む広島高師附属中のメンバー8人が卒業後関西学院大学入りしサッカー部の黄金時代を築いた。このメンバーと鴇田正憲らOBを加え全関学として1950年、全日本選手権大会(天皇杯の前身)で慶應義塾大学を6-1で降して優勝。1952年は主将を務めた。
1953年、東洋工業(現マツダ)へ。東洋工業蹴球部(のちのマツダSC、現サンフレッチェ広島)に所属し、下村幸男、銭村健次、重松良典らと活躍し、1955年には全日本実業団でも初の決勝進出。田辺製薬に0-2と敗れ準優勝に終わったが翌1956年には田辺製薬の7連覇を阻み初優勝、チームに初の全国タイトルをもたらした。
東洋工業時代の1953年には母校・広大付属東千田高校のコーチとして、大橋謙三を擁し全国高校サッカー選手権優勝に導く。史上初の両校優勝の相手は大阪府立岸和田高校で、1945年全国優勝した時のメンバー・木村現がコーチを務めていた。敵味方で優勝を分け合った格好になった。
選手引退後は社員として東洋工業/マツダに勤めた。

## 所属クラブ
- 1946年 - 1949年 : 広島高等師範附属中学
- 1949年 - 1953年 : 関西学院大学
- 1953年 - ?年 : 東洋工業蹴球部

## 参考資料
- 『栄光の足跡 広島サッカー85年史』 「広島サッカー85年史編纂委員会」 財団法人 広島県サッカー協会、2010年